# Happy Merchant
Le Happy Merchant (littéralement en anglais Marchand heureux) est un mème Internet. Il représente le stéréotype antisémite d'un homme juif
, avec des caractéristiques physiques de calvitie, nez crochu, voûté, se frottant les mains. Il est généralement reconnu comme une image antisémite, utilisé pour expliciter la fourberie, la cupidité, la manipulation et le besoin de dominer le monde.
Il a été créé par l'artiste Nick Bougas (en) dont le pseudonyme était A. Wyatt Mann (un jeu de mots de « A White Man » (« Un homme blanc »)), à 4chan. C'est un mème très récurrent de l'Alt-right.